# Phrynis
Phrynis, en grec ancien Φρύνις, est un poète et musicien grec, né à Mytilène sur l'île de Lesbos ; il a vécu au Ve siècle av. J.-C., actif vers 446-416 av. J.-C. 
Il quitta Lesbos pour s'établir à Athènes. On le regarde comme l’auteur des premiers changements arrivés dans l’ancienne musique. Il ajouta deux cordes à la cithare et introduisit dans l’harmonie un mode efféminé qui lui attira les railleries d’Aristophane. S’étant présenté dans l’austère Lacédémone avec sa lyre à neuf cordes, les éphores voulurent lui en couper deux, afin de se conformer à l’esprit et aux traditions de la république qui interdisaient
toute innovation.
Phrynis fut le premier qui remporta le prix aux joutes musicales établies par Périclès aux fêtes des Panathénées.